# Bar (osada)
Bar (ukr. Бар) – osada na Ukrainie, w obwodzie winnickim, w rejonie żmeryńskim, w hromadze Bar.
Zlokalizowany jest przy stacji kolejowej Bar, położonej na linii Żmerynka – Mohylów Podolski, w pobliżu miasta Bar.

## Historia
W XIX i w początkach XX w. położony był w Rosji, w guberni podolskiej, w powiecie mohylowskim. Po I wojnie światowej w granicach Związku Sowieckiego. Od 1991 na niepodległej Ukrainie.
Do 2020 w rejonie barskim.